# Something Worth Saving
Something Worth Saving é o sexto álbum de estúdio do cantor estadunidense Gavin DeGraw. Foi lançado em 9 de setembro de 2016 pela RCA Records.

## Lista de faixas
| N.º | Título                                                                  | Compositor(es)                                       | Produtor(es) | Duração |  |
| 1.  | "She Sets the City on Fire" (Ela Põe Fogo na Cidade)                    | Gavin DeGraw Gregg Wattenberg Todd Clark Jason Saenz | Wattenberg   | 3:38    |  |
| 2.  | "You Make My Heart Sing Louder" (Você Faz Meu coração Cantar Mais Alto) | DeGraw Eric Frederic                                 | Ricky Reed   | 3:54    |  |
| 3.  | "Kite Like Girl" (Garota Tipo Pipa)                                     | DeGraw Dave Bassett                                  | Bassett      | 3:20    |  |
| 4.  | "Making Love with the Radio On" (Fazer Amor com o Rádio Ligado)         | DeGraw                                               | Butch Walker | 4:09    |  |
| 5.  | "Harder to Believe" (Mais Difícil de Acreditar)                         | DeGraw Johan Carlsson                                | Carlsson     | 4:04    |  |
| 6.  | "Say I Am" (Dizer Que Estou)                                            | DeGraw John Shanks                                   | Shanks       | 3:15    |  |
| 7.  | "How Lucky Can a Man Get" (Dá Para um Homem Ser Mais Sortudo Que Isto?) | DeGraw Shanks                                        | Shanks       | 3:53    |  |
| 8.  | "New Love" (Novo Amor)                                                  | DeGraw Carlsson                                      | Carlsson     | 3:26    |  |
| 9.  | "Annalee"                                                               | DeGraw Bassett                                       | Bassett      | 3:06    |  |
| 10. | "Something Worth Saving" (Algo Digno de Ser Salvo)                      | DeGraw                                               | Walker       | 3:38    |  |

| Faixas bônus da edição de luxo da Target |                        |                          |                 |         |  |
| N.º                                      | Título                 | Compositor(es)           | Produtor(es)    | Duração |  |
| 10.                                      | "Thank You" (Obrigado) |                          | Ian Kirkpatrick | 3:41    |  |
| 11.                                      | "Technicolor"          | Kirkpatrick Sean Douglas |                 | 3:14    |  |

## Paradas
| Parada (2016)                      | Maior posição |
| ---------------------------------- | ------------- |
| Bélgica (Ultratop Flandres)        | 70            |
| Bélgica (Ultratop Valônia)         | 168           |
| Canadá (Billboard)                 | 100           |
| Países Baixos (Dutch Charts)       | 51            |
| Escócia (Official Scottish Albums) | 85            |
| Swedish Albums (Sverigetopplistan) | 52            |
| Suíça (Schweizer Hitparade)        | 72            |
| Estados Unidos (Billboard 200)     | 35            |